# 続詞花和歌集
『続詞花和歌集』（しょくしかわかしゅう）は平安末期の私撰集。撰者は正四位下太皇太后宮大進藤原清輔（1104－1177）、成立は永万元年（1165）七月以後、同年内。『詞花集』に継ぐ第七勅撰集となるところを、下命者である二条天皇（1143－1165）の崩御に遭い実現しなかった。
清輔は若い頃から秀歌選を作り、和歌を好む二条天皇が覧じて『続詞花集』の撰進を命じたが、補訂を進めるうちに天皇が亡くなり、私撰集として完成させた。清輔の父顕輔が崇徳院の命を受けて編んだ『詞花集』の名義を継ぐが、構成は20巻の勅撰集に戻っている。最多入集歌人は崇徳院の19首。収められた歌の数々は、『千載』『新古今』以下の勅撰集に利用された。